# Средний класс
Сре́дний класс — социальная группа населения, имеющая устойчивые доходы, достаточные для удовлетворения широкого круга материальных и социальных потребностей.
Благосостояние, которым располагает средний класс, достаточно для обеспечения «достойного» качества жизни. В силу этого средний класс отличается более высокой социальной устойчивостью.
Согласно отчёту «Global Wealth Report 2015» швейцарского банка Credit Suisse, в 2015 году Китай занял 1-е место в мире среди стран по абсолютному числу представителей среднего класса, обогнав США: 109 млн в Китае против 92 млн в США. Критерием принадлежности к среднему классу в 2015 году являлись свободные располагаемые финансовые средства (годовой доход) на 1 взрослого человека от $10 000 до $100 000 (отличается в разных странах). Так, в Швейцарии принадлежность к среднему классу, согласно этому отчёту, определялась годовым доходом на 1 взрослого человека в $72 900, в США — $50 000, в Китае — $28 000, в России — $18 000.

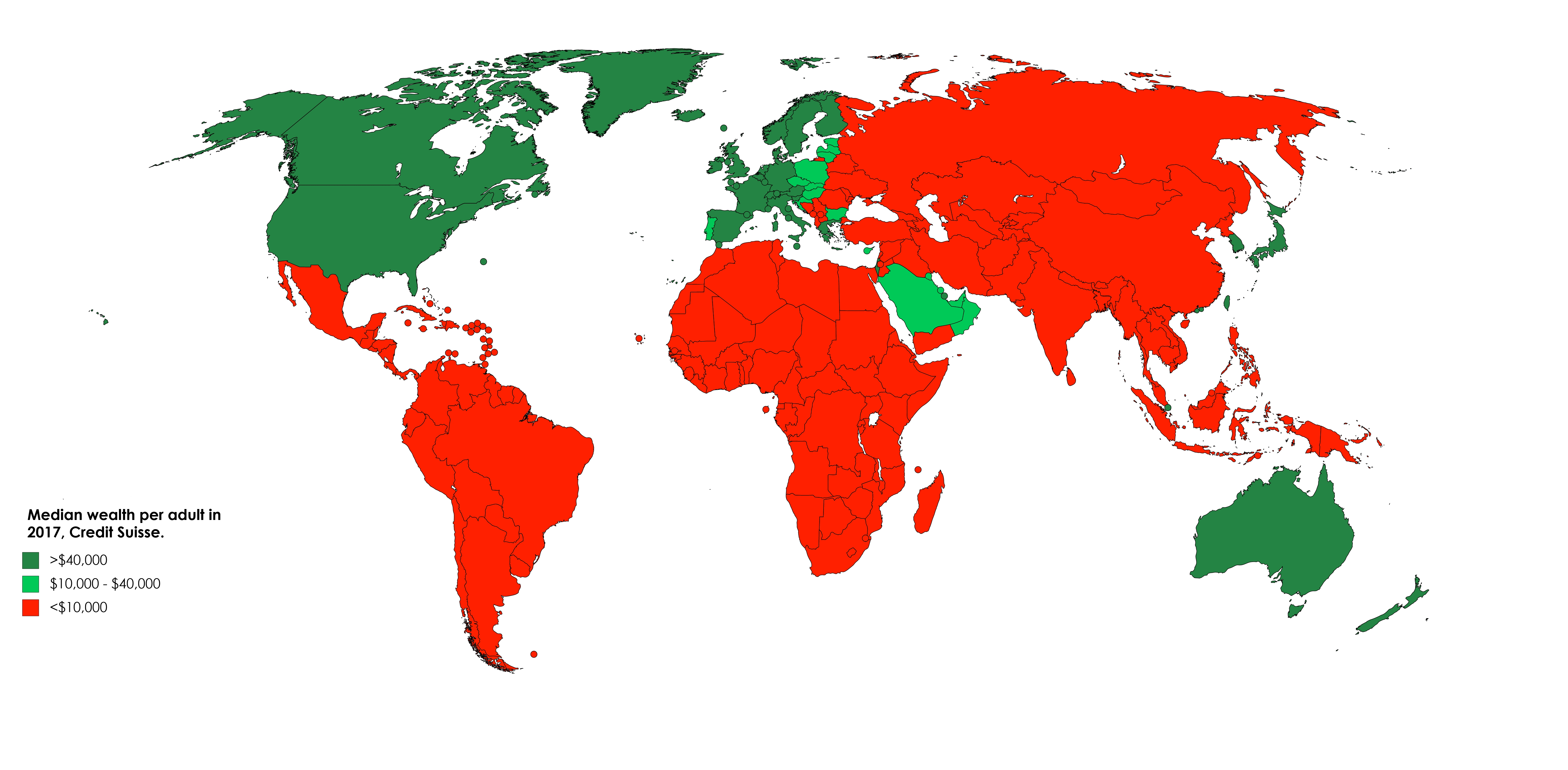
Градация стран по медианному финансовому благосостоянию 1 взрослого человека, тыс.долл/год:,,
из отчета «Global Wealth Databook 2016, Credit Suisse»

 С начала XXI века средний класс Китая значительно вырос. По определению Всемирного банка под средним классом понимается население, ежедневные расходы которого составляет от 10 до 50 долларов США в день, по состоянию на 2017 год почти 40 % населения Китая считалось средним классом.

## История и эволюция понятия

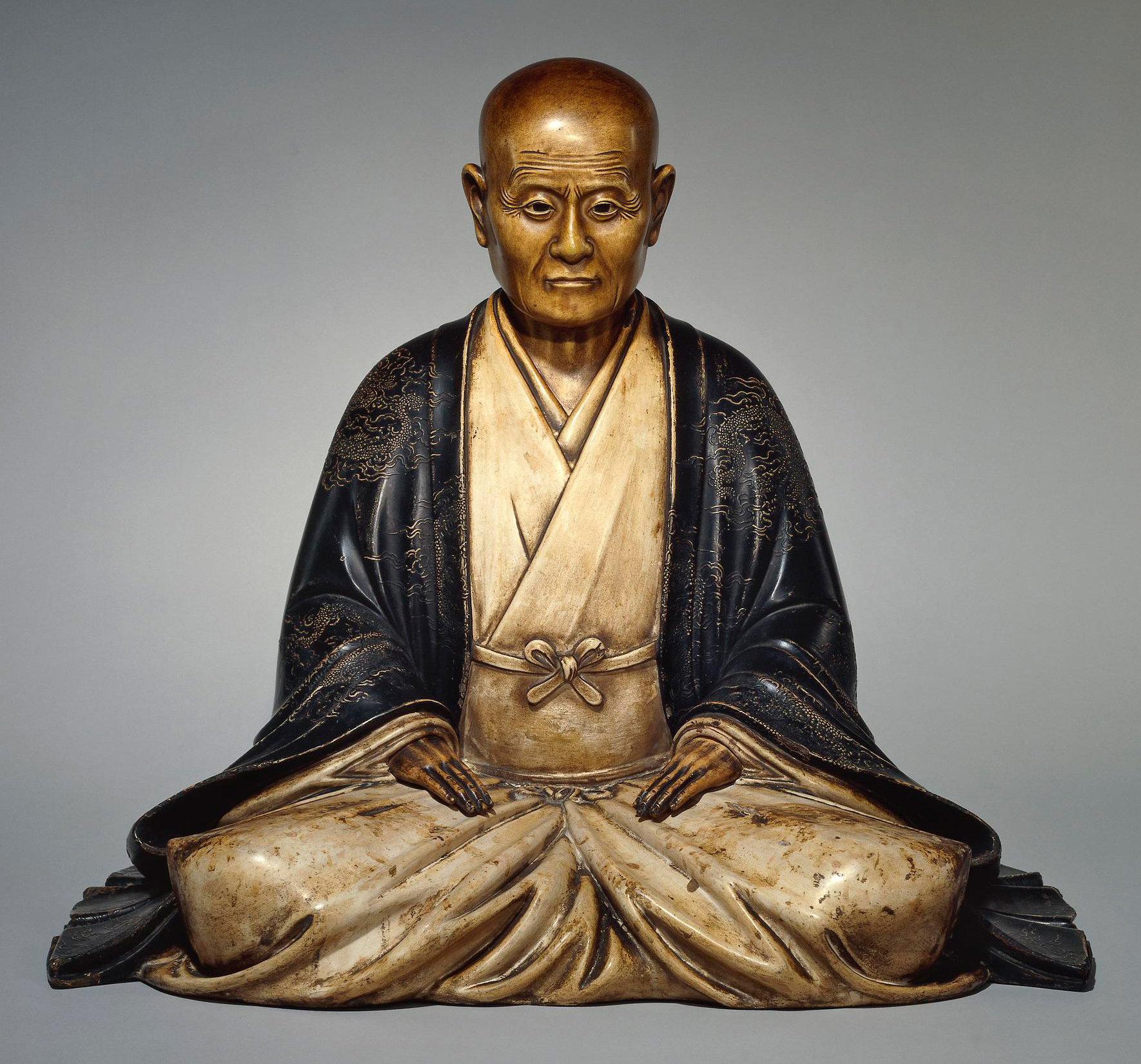
Скульптура представителя тёнина (около 1700 года), социального класса, состоящего в основном из купцов, возникшего в Японии в период Эдо, предшественник современного среднего класса, в социально-экономической истории Японии.

Впервые понятие «средний класс» (τριῶν μοιρῶν ἡ ἐν μέσῳ, дословно — та из трех частей, что в середине) использовал драматург Еврипид ок. 420 г. до н. э. в своей трагедии «Умоляющие». Он выделял 3 класса: богачей, бедняков и средний класс. «В государстве/ три класса (μερίδες, дословно — части) есть: во-первых, богачи,/ для города от них нет пользы, им бы/ лишь для себя побольше. Но опасны/ и бедняки и чернь, когда своё/ с угрозою подъемлет на имущих/ отравленное жало, подговорам/ послушная витий. Лишь средний класс/ для города опора; он законам/ покорствует и власти».
Далее понятие «средние слои» применительно к обществу использовал Аристотель, который утверждал, что чем больше будет эта социальная прослойка, тем стабильнее будет и само общество. «Государство, состоящее из средних людей, будет иметь и наилучший государственный строй… Они не стремятся к чужому добру, как бедняки, а прочие не посягают на то, что этим принадлежит, подобно тому как бедняки стремятся к имуществу богатых».
Более определённо черты среднего класса проявляются в Новое время, когда рождается тип европейского буржуа. В XIX в. понятие «среднего класса» стали употреблять достаточно широко, обозначая им также фермеров и вообще все категории не слишком богатого, но материально независимого населения.
В социологическую лексику понятие «средний класс» вошло в 1920-е гг. Это было вызвано критикой марксистской концепции общественного устройства, согласно которой в капиталистическом мире царит поляризация, есть лишь два класса: буржуазия и пролетариат, а все остальные существующие социальные слои и прослойки рано или поздно сольются с ними. Неравномерность развития мировой экономики, экономические кризисы вызвали к жизни процессы как укрупнения (монополизации), так и диверсификации собственности. В результате появились различные формы распределённой собственности: кооперативные, коммандитные, акционерные. Как следствие этих процессов возник значительный слой людей, владеющих частями распределённой собственности: долями, паями, акциями, вкладами в государственные и частные пенсионные фонды и т. п. В марксизме понятие «средний класс» при капитализме применяется ко всем, кроме пролетариата и буржуазии. Таким образом, в него включаются крестьяне, ремесленники, интеллигенция. Доля этих групп в производстве постоянно уменьшается, отсюда по Марксу средний класс постепенно исчезает с развитием капитализма.
В начале XX века к среднему классу относили мелких предпринимателей. Но затем в развитых странах произошло повышение жизненного уровня квалифицированных работников наёмного труда, которых также стали относить к среднему классу.
Обычно в западном обществе в качестве основных объективных критериев выделения среднего класса называют уровень образования и доходов, стандарты потребления, владение материальной или интеллектуальной собственностью, а также способность к высококвалифицированному труду. Кроме этих объективных критериев большую роль играет субъективное восприятие человеком своего положения как представителя «социальной середины».

## Подходы к выделению среднего класса
В современной социологии принято различать следующие подходы к определению среднего класса: объективный (подход на основе уровня материального благосостояния и ресурсный подход), субъективный (на основании самоотнесения людей к среднему классу) и их комбинацию.

### Подход на основе уровня материального благосостояния
Данный подход связан с представлением о среднем классе как о массовом социальном субъекте, который характеризуется сравнительно высоким жизненным стандартом и уровнем потребления. Основным критерием является уровень материального благосостояния, который складывается из совокупности следующих показателей:
- уровень душевого дохода;
- наличие определённого набора дорогостоящего имущества (автомобиль, оборудованное техникой жильё);
- возможность приобретать платные социальные услуги (образование, медицина);

### Ресурсный подход
Основан на работе современного британского социолога Энтони Гидденса, который предложил деление на так называемые «старый средний класс» и «новый средний класс». «Старый средний класс» составляют мелкие предприниматели, а «новый средний класс» состоит из высокооплачиваемых и среднеоплачиваемых наёмных работников, как правило, занятых интеллектуальным трудом. Высший слой «нового среднего» класса включает менеджеров и высококвалифицированных специалистов. К низшему слою относятся учителя, врачи, офисные служащие и т. д. Это очень разнородная социальная группа, по многим параметрам схожая с рабочим классом. Численность «старого среднего класса» (класса собственников) сокращается и растёт доля «нового среднего класса». Таким образом, в основе подхода лежит — объём, тип и структура капитала, которым располагает тот или иной человек, домохозяйство, класс и т. д.

### Субъективный подход
Основан на идентификационно-психологических характеристиках индивидов, в этом случае средний класс выделяется на основе самоидентификаций людей, «самозачисления» ими самих себя в состав среднего класса.
Довольно существенным признаком среднего класса для опрашиваемых социологами людей является стабильность. Для них данное понятие в первую очередь ассоциируется именно с ней, а также с наличием у них легального, постоянного дохода. Также среди людей имеет определённую востребованность такой критерий как свобода выбора места жительства и др.

### Комбинированный подход
Связан с комплексным применением традиционных вышеперечисленных критериев выделения среднего класса (определённые профессиональные характеристики, образование, имущественно-доходные характеристики, иногда к ним добавляется и самоидентификация).

## Взгляд западного общества
Тенденции развития представления западным обществом о понятии «средний класс» — были отражены в отчёте Всемирного банка о Перспективах мировой экономики за 2007 г., где средний класс мирового уровня определяется как группа населения, способная покупать импортные товары высокого качества, импортные машины, осуществлять международные путешествия, а также имеет доступ и возможности пользоваться услугами международного уровня, включая высшее образование. Это представление о среднем классе в целом вписывается в имущественный подход к его выделению, представленный выше.
В западном обществе и странах, считаемых развитыми, применение данного определения позволяет самую многочисленную часть населения отнести к среднему классу, записав его в некое «материально удовлетворённое большинство».
Согласно отчёту «Global Wealth Report 2015» швейцарского банка Credit Suisse, в 2015 году в мире насчитывалось 664 млн представителей среднего класса, или 14 % взрослого населения, их активы в совокупности оцениваются в почти треть (32 %) мирового богатства (для сравнения — более половины богатств мира сосредоточено у всего 1 % населения). В Австралии к среднему классу относится 66 % населения, в Италии, Британии и Японии — свыше 55 %, в США — 38 %, в Китае — 11 %, в России — 4,1 %, в Африке и Индии — 3 %, на Украине — 4,6 %.
Чтобы условно принадлежать к 10 % наиболее богатой части населения мира, в 2015 году нужно было располагать $68 800, к 1 % самых богатых — иметь $759 900.
Согласно этому же исследованию Credit Suisse, продолжительное время вплоть до мирового экономического кризиса (2008) доля среднего класса в общем объёме мирового богатства оставалась стабильной, однако затем проявилась глобальная тенденция на его ослабление.

## Средний класс в различных странах

### Россия
Продолжаются научные и общественные дискуссии о количественных и качественных показателях, позволяющих отнести человека к российскому среднему классу.
По оценке Всемирного банка, российский средний класс определяется как домохозяйства, чей уровень потребления в полтора раза превышает уровень национальной шкалы бедности (доходы ниже прожиточного минимума (4630 руб на 1 чел. в мес. или ~80 USD/мес в 2008 г.)), и составлял 55,6 % в 2008 году.
Однако, по расчётам того же Всемирного банка среднемесячный доход представителя среднего класса мирового уровня начинается с 3500 долларов и к данному классу можно отнести всего не более 8 % от всего населения мира.
В 2009 году, по оценке Всемирного банка, средний класс России мирового уровня сократился на четверть от пикового докризисного уровня в 12,6 % и составил 9,5 %.
По оценке Института современного развития, в 2013 году, как и ранее в 2008 году, к классическому среднему классу развитых стран, возможно отнести только 7 % россиян. Критерии для данной оценки приняты как совокупность постоянного месячного дохода на каждого члена семьи в эквиваленте 2—2,5 тысячи долларов, не менее 40 квадратных метров общей площади на каждого члена семьи и 2—3 легковые машины на семью.
Согласно отчёту «Global Wealth Report 2015» швейцарского банка Credit Suisse, в 2015 г. к среднему классу и выше в России можно было отнести 4,1 % взрослого населения или около 5 млн человек, имевших доход от 18 000 USD в год. При этом, число представителей среднего класса в России уменьшилось, по сравнению с 2000 годом (5,6 млн человек).
В марте 2020 года президент России Владимир Путин заявил, что в России 70 % жителей относятся к среднему классу. В интервью агентству ТАСС он объяснил, что исходит из методики Всемирного банка, в соответствии с которой к среднему классу можно причислить тех людей, доход которых в полтора раза больше минимального размера оплаты труда (МРОТ). При МРОТ в России установленный Федеральным законом минимальный размер оплаты труда с 1 января 2020 года в сумме 12 130 рублей в месяц следует, средний класс — люди, которые получают от примерно 18 200 руб. (233$).
Однако, по расчётам того же Всемирного банка среднемесячный доход представителя среднего класса мирового уровня начинается с 3 500$ и к данному классу можно отнести всего не более 8 % населения мира. По оценке Института современного развития, в 2008 году к классическому Среднему классу, соответствующему одновременно всем международным критериям, имеющим стабильный доход от 3 500$ в месяц или в среднем 92 000 рублей(1$=26.30) возможно было отнести только 7 % Россиян.
Для справки: в 2008 году курс доллара США был минимум 23.10 руб., а максимум 29.40 рублей за 1$ США.
Индекс Кейтца (соотношение между минимальной и усреднённой заработной платой в стране) по рекомендациям Международной организации труда должен составлять 50 %, а Европейского союза — 60 %. Так, Комитет по социальным правам Совета Европы, комментируя ст. 4 Европейской социальной хартии, (которую в пересмотренном виде ратифицировала и Россия, приняв на себя, среди прочего, обязательства в отношении положений пунктов 2—5 ст. 4), подчёркивает, что соотношение минимальной и средней заработной платы (за вычетом налогов) не должно быть ниже 60 %. Только в отдельных случаях допустимо его понижение до 50 %. Индекс Кейтца в России по состоянию на январь 2020 года составляет около 25,99 %. Такой низкий индекс Кейтца (в странах ОЭСР он, как правило, не опускается ниже 40 %) приводит к бедности работающих; повсеместной коррупции и бедности; отсутствию материальной защищённости населения в целом и социально уязвимых групп населения в частности; обширной теневой экономике; высокому коэффициенту Джини, тормозит рост зарплат, пособий, пенсий, социальных выплат в стране, не стимулирует работодателей к вкладыванию в рабочих, повышению производительности труда, внедрению новых технологий, тормозит рост производства товаров с высокой добавочной стоимостью, тормозит рост покупательной способности населения, тормозит рост ВВП страны, тормозит рост внутреннего национального потребительского рынка, приводит к низкой эффективности, чрезмерной бюрократии и недоверию населения к государственным институтам Высокий индекс Кейтца встречается, как и среди бедных так и среди богатых стран, таких как Франция (индекс Кейтца — 50 %, средняя зарплата — €2998, МРОТ — €1498.47), Словения (индекс Кейтца — 52 %, средняя зарплата — €1806.50, МРОТ — €940.58), Португалия (индекс Кейтца — 60 %,средняя зарплата — €1148.29, МРОТ — €676.67), Греция (индекс Кейтца — 64 %, средняя зарплата — €1060.45, МРОТ — €683.76). Приравнивание МРОТа к искусственно заниженному прожиточному минимуму, и удерживание его на этом уровне, является целенаправленной политикой сдерживания роста и занижения реального рыночного МРОТа и покупательной способности населения РФ. В развитых и развивающихся странах Азии, Европы, Латинской Америки и на Украине МРОТ либо как минимум в два раза выше прожиточного минимума, либо не меньше 40 %, а то и все 60 % от средней зарплаты по стране (Франция, Словения, Греция, Португалия и т. д.), то есть индекс Кейтца в 40 % и выше.. Индекс Кейтца в России является одним из самых низких в мире. С 1 января 2021 года в России МРОТ по закону стал приравниваться к определённому проценту от медианной зарплаты по стране, но не от средней, так МРОТ установлен в 42 % от медианной зарплаты, что значительно ниже международного рекомендуемого показателя в 60 % от медианной и 50 % от средней зарплаты по стране. Для большой эгалитарности общества МРОТ должен составлять как минимум 40—50 % от средней зарплаты, а то и все 60 %, как во Франции, Словении и Португалии. Если по официальной статистике средняя зарплата в России на октябрь 2020 года составляет 49 539 рублей, то при индексе Кейтца 40—50 % МРОТ составлял бы 18 669—23 337 рублей, что выше прожиточного минимума для города Москвы (19 797 рубль). С 1 января 2020 года МРОТ составляет 12 130 рублей в месяц или около 154 долларов США (138 евро), что ниже, чем в большинстве стран Латинской Америки и ниже некоторых стран Африки Южнее Сахары, таких как, например, Габон (270 долларов), ЮАР (242,35 доллара) и Экваториальная Гвинея (224 доллара), не говоря уже об арабских странах Северной Африки Ливии (325 долларов) и Марокко (от 265 до 310 долларов).
Самоопределение населения
Отсутствие чётких критериев оценки принадлежности к среднему классу приводит к значительному расхождению самоопределения населения по данному вопросу.
Так, по данным ВЦИОМ в 2008 году к среднему классу по различным критериям относили себя от 18 % до 42 % населения России, исходя из различных мнений о его критериях, из них 42 % отнесли себя к таковым исходя из жилищных условий, исходя из возможности дать образование своим детям — 39 %, удовлетворённости жизненными перспективами — 35 %, уверенности в обеспеченной старости — 26 %, возможности отдыха за границей — 21 %, исходя из наличия двух и более автомобилей в семье — 18 %.
По данным Левада-Центр на сентябрь 2011 года, на прямой вопрос о принадлежности к среднему классу и с учётом наличия дифференцированных вариантов ответов, к среднему классу себя отнесли 86 % опрошенных, из них 37 % соотнесли себя с нижней частью среднего слоя, средней частью среднего слоя — 46 %, верхней его частью — 3 %.
Центр стратегических исследований (ЦСИ) Росгосстраха определяет численность среднего класса исходя из самооценки уровня дохода — способности приобрести знаковые блага, означающие принадлежность к этой группе населения. Согласно этим данным, сегодня в России к среднему классу относятся 13 % населения, а в 2003 году численность этой группы составляла 5 % от числа жителей страны.
| Годы                                                                      | 2003 г. | 2004 г. | 2005 г. | 2006 г. | 2007 г. | 2008 г. | 2009 г. | 2010 г. | 2011 г. | 2012 г. | 2013 г. | 2014 г. | 2015 г. |
| ------------------------------------------------------------------------- | ------- | ------- | ------- | ------- | ------- | ------- | ------- | ------- | ------- | ------- | ------- | ------- | ------- |
| Доля среднего класса в населении России согласно самооценке уровня дохода | 5 %     | 5 %     | 9 %     | 8 %     | 14 %    | 16 %    | 11 %    | 15 %    | 16 %    | 17 %    | 18 %    | 16 %    | 13 %    |

### США
Согласно исследованию Университета Миннесоты, в разных штатах США доля среднего класса отличается и колеблется около отметки в 47 %. При этом с 2000 по 2013 год она снизилась в целом по стране на 4-6 %.
Принятый в США вариант социальной стратификации среднего класса:
- высший средний класс: преподаватель муниципального колледжа, менеджер среднего звена, учитель средней школы;
- средний средний класс: банковский служащий, дантист, учитель начальной школы, начальник смены на предприятии, служащий страховой компании, менеджер супермаркета, квалифицированный столяр;
- низший средний класс: автомеханик, парикмахер, бармен, квалифицированный рабочий, служащий гостиницы, работник почты, полицейский, водитель грузовика;
- средний низший класс: среднеквалифицированный рабочий, водитель такси;

Стратификация американских учёных Уильяма Томпсона и Джозефа Хики
В своей книге «Общество в фокусе» социологи Уильям Томпсон и Джозеф Хики представили модель современного американского общества, включающую 5 классов, в которой средний класс разделён на два подкласса.
Высший класс (около 1—5 %) — люди, имеющие значительное влияние на национальную экономику и политические институты; владеющие непропорционально большой долей национальных ресурсов. Верхушка (1 %) имеет годовой доход превышающий 250 000 долларов, остальные 4 % — 140 000 долларов. Группа отличается высокой степенью солидарности. Известные государственные деятели, генеральные директора корпораций, успешные бизнесмены составляют высший класс.
Высший средний класс (около 15 %) — профессиональные работники («белые воротнички») с последипломным образованием (англ. graduate degree), такие как врачи (стоматологи), профессора, юристы, руководящий состав предприятий. Обычно домохозяйство этих людей зарабатывает сумму, превышающую 100 000 долларов в год, иногда меньше. Высокий уровень образования — отличительный признак подкласса, хотя многие предприниматели и собственники бизнеса не имеют высшего образования.
Низший средний класс (около 33 %) — выпускники колледжей, обычно имеющие степень бакалавра или какое-нибудь специальное образование. Школьные учителя, работники торговли, менеджеры низшего и среднего звена составляют большинство подкласса. Годовой доход домохозяйства этого уровня — от 30 000 до 75 000 долларов. В основном, низший средний класс представляют «белые воротнички», которые имеют меньшую степень автономности чем представители высшего среднего класса. Представители этого подкласса зачастую пытаются подражать стилю жизни двух высших классов, что приводит к большим долгам.
Рабочий класс (около 30 %) — люди на должностях «синих воротничков» (работники, занятые преимущественно физическим трудом) и «серых воротничков» (люди из сферы обслуживания — от продавцов в магазинах до официантов и работников кинотеатров). К этой группе относятся также «Розовый воротничок» (низший офисный персонал) — это, в основном, женские офисные позиции. Социальная защищённость работников этой группы низка. Безработица при отсутствии страхования здоровья становится потенциальной угрозой для национальной экономики. Домохозяйства зарабатывают от 16 000 до 30 000 долларов в год.
Низший класс (около 7—11 %) включает людей, часто оказывающихся безработными, либо занятых на нескольких должностях неполного рабочего дня. Многие семьи время от времени находятся за чертой бедности.

## Процент среднего класса по уровню доходов и богатства
В США процент среднего класса меньше, чем в Западной Европе, но его доход выше, согласно недавнему анализу Pew Research Center в США и 11 европейских странах.
Медианный располагаемый доход (после вычета налогов) домохозяйств среднего класса в США в 2010 году составлял $60 884. За исключением Люксембурга — государства, где средний доход составлял $71 799. Располагаемые доходы домохозяйств среднего класса в США в сравнении с 10 странами Западной Европы в исследовании значительно отставали от американского среднего класса.
Числа ниже отражают среднюю, верхнюю и нижнюю долю всех взрослых в разбивке по странам по чистому богатству (не доходу). Средний класс для США определяется здесь как взрослые, чьё чистое богатство составляет от $50 000 до $500 000 в середине 2015 года. Паритет покупательной способности используется для корректировки этого числа для других стран. В отличие от богатства высшего класса, богатство среднего и низшего класса состоит в основном из не финансовых активов, в частности, собственного капитала. Факторы, объясняющие различия в справедливости распределения жилья, включают цены на жильё и уровень владения жильём Согласно ОЭСР, подавляющее большинство финансовых активов в каждой анализируемой стране находится в верхней части распределения богатства.
| №  | Страна/территория | Средний класс (%) | Высший класс (%) | Низший класс (%) |
| -- | ----------------- | ----------------- | ---------------- | ---------------- |
| 2  | Австралия         | 66.1              | 14.2             | 19.7             |
| 3  | Сингапур          | 62.3              | 16.0             | 21.7             |
| 4  | Бельгия           | 62.1              | 12.3             | 25.6             |
| 5  | Италия            | 59.7              | 8.6              | 31.7             |
| 6  | Япония            | 59.5              | 9.1              | 31.4             |
| 7  | Тайвань           | 59.4              | 15.2             | 25.4             |
| 8  | Великобритания    | 57.4              | 12.2             | 30.4             |
| 9  | Норвегия          | 56.4              | 12.2             | 31.4             |
| 10 | ОАЭ               | 56.4              | 7.8              | 35.8             |
| 10 | Испания           | 55.8              | 3.8              | 40.4             |
| 11 | Нидерланды        | 54.1              | 7.4              | 38.5             |
| 12 | Ирландия          | 50.3              | 7.4              | 42.3             |
| 13 | Новая Зеландия    | 50.3              | 21.9             | 27.8             |
| 14 | Франция           | 49.2              | 12.5             | 38.3             |
| 15 | Канада            | 47.8              | 10.5             | 41.7             |
| 16 | Греция            | 47.2              | 2.8              | 50.0             |
| 17 | Финляндия         | 45.6              | 4.4              | 50.0             |
| 18 | Португалия        | 44.6              | 2.7              | 52.7             |
| 19 | Республика Корея  | 44.6              | 2.9              | 52.5             |
| 20 | Швейцария         | 44.5              | 14.0             | 41.5             |
| 21 | Гонконг           | 44.4              | 5.1              | 50.5             |
| 22 | Австрия           | 44.0              | 7.9              | 48.1             |
| 23 | Израиль           | 42.5              | 3.7              | 53.8             |
| 24 | Германия          | 42.4              | 7.6              | 50.0             |
| 25 | Дания             | 39.5              | 10.5             | 50.0             |
| 26 | Швеция            | 39.4              | 11.5             | 49.1             |
| 27 | США               | 37.7              | 12.3             | 50.0             |
| 28 | Саудовская Аравия | 33.1              | 2.1              | 64.8             |
| 29 | Чехия             | 26.5              | 1.6              | 71.9             |
| 30 | Чили              | 22.3              | 1.5              | 76.2             |
| 31 | Польша            | 19.3              | 1.0              | 79.7             |
| 32 | Мексика           | 17.1              | 1.0              | 81.9             |
| 33 | Малайзия          | 16.7              | 1.2              | 82.1             |
| 34 | Колумбия          | 15.3              | 0.9              | 83.8             |
| 35 | ЮАР               | 13.7              | 1.1              | 85.2             |
| 36 | Китай             | 10.7              | 0.6              | 88.7             |
| 37 | Перу              | 10.3              | 0.8              | 88.9             |
| 38 | Турция            | 9.9               | 0.8              | 89.3             |
| 39 | Бразилия          | 8.1               | 0.6              | 91.3             |
| 40 | Египет            | 5.0               | 0.4              | 94.6             |
| 41 | Филиппины         | 4.8               | 0.4              | 94.8             |
| 43 | Россия            | 4.1               | 0.5              | 95.4             |
| 42 | Индонезия         | 4.4               | 0.6              | 95.0             |
| 44 | Аргентина         | 4.0               | 0.3              | 95.7             |
| 45 | Таиланд           | 3.7               | 0.3              | 96.0             |
| 46 | Индия             | 3.0               | 0.2              | 96.8             |

## Дефляционные тенденции
Мир находится в общемировом демографическом тренде глобального старения населения Земли (кроме Африки южнее Сахары) и вызванного им уже в ряде стран, как развитых, так и развивающихся, демографического кризиса. Низкая рождаемость приводит к увеличению доли пожилого населения и уменьшению доли трудоспособного населения, и, как следствие, к увеличению доли неработающих (иждивенцев) к доли работающих в странах мира. Также в связи с глобальным старением населения мира растёт средний возраст населения мира и изменяется возрастная пирамида населения Земли. В связи с этим в ряде регионов мира начинают нарастать дефляционные тенденции, вызванные старением населения, демографическим кризисом, изменением спроса и уменьшением потребительской активности. Всё это, в свою очередь, может оказать разрушительное влияние на экономики развитых и особенно развивающихся стран Европы и Азии и их средние классы: сокращение доли трудоспособного населения приводит к сокращению объёма человеческого капитала, рост доли пенсионеров требует увеличения расходов на здравоохранение, социальное страхование и пенсионную систему. Расходы на пенсионное обеспечение могут стать слишком большим грузом для бюджета, и поэтому забота о пожилых людях может целиком лечь на плечи домохозяйств.